# Coptotriche perplexa
Coptotriche perplexa (tên tiếng Anh: Chestnut Clearwing Moth) là một loài bướm đêm thuộc họ Tischeriidae. Đây là loài đặc hữu của Hoa Kỳ.